# Olingen
Olingen (luxembourgeois: Ouljen) est une section de la commune luxembourgeoise de Betzdorf située dans le canton de Grevenmacher.